# Jávský příkop

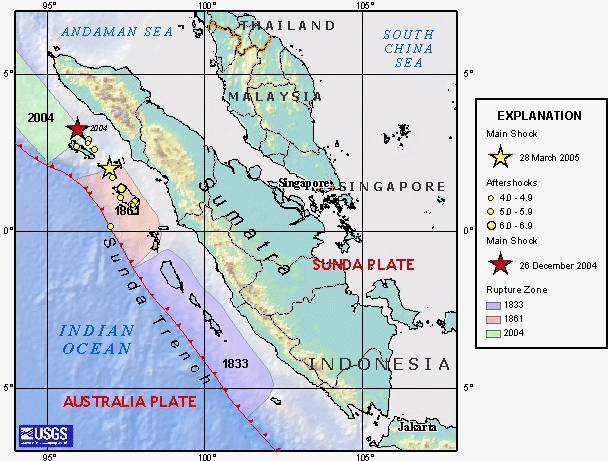
Mapa Jávského příkopu s vyznačenými oblastmi zemětřesení

Jávský příkop (též Sundský) je hlubokooceánský příkop v Indickém oceánu. Je hluboký 7725 m, což z něj činí nejhlubší příkop v tomto oceánu.
Leží na subdukci Indoaustralské a Eurasijské desky. Posuny desek v této oblasti již několikrát v historii vyvolaly velká zemětřesení a vlny tsunami.

## Zemětřesení 2004
V neděli 26. prosince 2004 vypuklo v oblasti Jávského příkopu zemětřesení o magnitudu 9,1, jež vyvolalo vlnu tsunami, která následně zahubila přes 220 tisíc lidí.